# Дмитрів Михайло Андрійович
Михайло Андрійович Дми́трів (25 травня 1950, с. Вовчухи Городоцький район Львівська область — 1 липня 2025, Мала Снітинка) — український скульптор і дизайнер. Член НСХУ (1989).

## Біографія
Закінчив Київський художній інститут (1979; викл. В. Бородай, І. Макогон).
Працював 1979–80 у Телепресрекламі (Київ), учителював;
1979 року був звинувачений в українському буржуазному націоналізмі і змушений переїхати в с. Мала Снітинка Фастівського району на Київщині.
1986–89 — маляр буд. бригади радгоспу «Фастівський» (Київська обл.);
від 1993 — керівник дитячої художньої студії образотворчого мистецтва при Малоснітинському (Фастівський р-н Київської обл.) осередку т-ва «Просвіта» (від 1993 — голова).
Був член-кореспондентом Української Академії геральдики — на знак високого визнання його плідної роботи над розробкою і створенням символіки (герба і прапора Фастівського району, гербів і прапорів сіл та селищ району). У 2008 році до 85-річчя утворення Фастівського району видано довідник «Символіка Фастівського району», в якому й представлені герби та прапори району з короткими історичними довідками.

## Творчість
Учасник республіканських, всесоюзних, міжнародних (Польща, Чехія, Канада та ін.) художніх виставок та симпозіумів зі скульптури від 1968. Роботи зберігаються у Меморіальному музеї-садибі К. Стеценка (с. Веприк Фастівського р-ну), Івано-Франківському краєзнавчому музеї.
«Мирослава» (1978), «Автопортрет» (1983);
пам'ятники — «В. Стефаник» (1979, с. Ясенів Бродівського р-ну Львівської обл.), «К. Стеценко» (1983, с. Веприк), «С. Крушельницька» (1985); книзі «Кобзар» (1991, м. Косів Івано-Фр. обл.), жертвам більшов. репресій (1996, м. Городок Львів. обл.) та жертвам голодомору (1997, с. Паляничинці Фастів. р-ну), «Поранений Ангел» (1998); погруддя — «В. Стефаник» (1980), «Поет В. Герасим'юк» (1988);
мемор. дошка «І. Франко та О. Загаєвич» (1993, с. Вовчухи);
медалі — «Народженим у місті-герої Києві», «100 років від дня народження К. Стеценка» (обидві — 1982), «Земля і люди» (1984), «М. Бойчук» (1990);
композиції — «Пієта (Операція „Вісла“)» (1999), «Адам і Єва» (2002), «Кармен» (2003);
скульптури — для церкви «Ольга і Володимир» (1992, м. Гамілтон, Канада), «Адам і Єва», «Кармен» (обидві — 2002), «Монах» (2003; усі — в Австрії).
Лауреат Літературно-мистецької премії імені Володимира Косовського (2009).